# 22835 Рікґарднер
22835 Рікґарднер (22835 Rickgardner) — астероїд головного поясу, відкритий 7 вересня 1999 року.
Тіссеранів параметр щодо Юпітера — 3,387.